# Kostel Narození Panny Marie (Kácov)

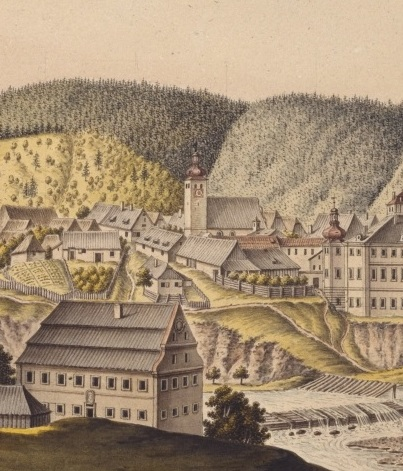
Jan Venuto, akvarel, okolo r. 1800

Kostel Narození Panny Marie se nachází v Kácově nedaleko Zruče nad Sázavou a je popisován jako neslohový trojlodní kostel s hranolovou věží.

## Historie
Vznik kostela není doložen přímými dokumenty, ale uvádí se v roce 1352 mezi farními kostely štěpánovského děkanátu s povinností odvodu desátku. F. Beneš uvádí na základě rozboru těchto příjmů (24 grošů papežského desátku), že se jednalo o středně bohatou faru s ročním příjmem 25 – 300 grošů Dějiny českého výtvarného umění uvádějí mezi dochovanými venkovskými klášterními kostelíky z doby Přemysla Otakara I. a Václava I., které zřídil řád cisterciáků i kostel v Kácově. Řádová pravidla cisterciáků stanovila, že všechny kostely mají být stavěny k poctě Panny Marie.
Nedochovaný letopočet 1544 v sakristii svědčil o tom, že kostel byl upravován za Lva a Bedřicha Tetaura z Tetova. Roku 1555 získal Kácov Jan Čejka z Olbramovic – z té doby pocházel nedochovaný náhrobník člena rodu v kostele.
V r. 1712 se vloupali zloději do kostela a odnesli posvátné věci jako kalich, monstranci a další posvátné věci, které se zde uchovávaly po dvě stě let. V r. 1716 byla na základě almužny zakoupena monstrance a kalich.
Okolo roku 1735 byl kostel spojen se zámkem 150 metrů dlouhou krytou chodbou a cesta vrchnosti na bohoslužby v kostele byla snazší, i když na zámku byla samostatná kaple.
V roce 1835 se zřítila při bouři věž a poničila přitom kostelní loď. Nová vyšší loď byla vybudována v letech 1836 až 1837. Původní vzhled věže kostela je patrný na vedutě Johanna Venuta (24. května 1746 – 1. dubna 1833) z období okolo roku 1800.
Poslední přestavba je datována rokem 1862. V r. 1892 byly do kostela pořízeny jesličky a Boží hrob od řezbáře Josefa Krejčíka (1855 – 1913). 
V roce 1970 byl při opravách po sejmutí omítky odkryt v dnešním presbytáři původní gotický vchod. Architektonicky je stavba popisována jako neslohový trojlodní kostel s hranolovou věží.

## Zvony a hřbitov
Původní velké zvony byly odebrány pro válečné účely 7. listopadu 1916, nově pořízené pak opět pro válečné účely 15. dubna 1942. Přesto byl péčí farníků pořízen opět nový zvon, další daroval kostelu páter Jiří Bouz. Zvony byly instalovány do věže v roce 1972. Nejstarší zde dochovaný zvon z roku 1766 daroval kostelu Václav Hájek, ředitel kůru z Kostelce nad Černými lesy. V roce 1749 zemřel dlouholetý zdejší farář M. F. Kratochvíle, jehož náhrobní kámen se nachází v podlaze sakristie.
Hřbitov kolem kostela byl definitivně zrušen roku 1837, dnes jej dokládají jen zbylé náhrobní kameny a kaplička svatého Floriána. V roce 1862 byl chrám upraven nákladem 8232 zlatých císařem Ferdinandem Dobrotivým. V kostele se nachází v presbytáři krypta, která byla v roce 1944 v rámci protipartyzánského boje probourána, v kryptě byly nalezeny jen kosterní pozůstatky.

## Barokní oltář a svatý Liberát
Barokní oltář bez obrazu darovala kostelu v roce 1734 vévodkyně Anna Marie Toskánská. Do jeho tumby si vyprosila z římských katakomb tělo mučedníka svatého Liberáta (opata). Na svátek svatého Liberáta 17. srpna se v Kácově koná pouť. Na starších mapách byl dříve kostel označován jako kostel sv. Liberáta.

## Současnost
V kostele je vystavena posloupnost kácovských farářů vypsaných z pamětní knihy kácovské a doplněná do současnosti. V roce 2005 proběhly v kostele lidové misie kongregace redemptoristů z Králík. Misie připomíná dřevěný kříž umístěný na průčelí kostela. Dne 1. ledna 2008 byla sloučena Římskokatolická farnost Kácov a Římskokatolická farnost Soutice s Římskokatolickou farností Zruč nad Sázavou. Nástupnickou církevní právnickou osobou se stala Římskokatolická farnost Zruč nad Sázavou.
V roce 2011 obdržel kácovský kostel novou věžní střechu nákladem cca 1 miliónu českých korun.

## Pověsti a příběhy
S kácovským kostelem se pojí následující příběhy:
- Obraz Narození Panny Marie na hlavním oltáři

Rozměrný obraz Narození Panny Marie na hlavním oltáři namaloval Josef Vojtěch Hellich v roce 1862. Tvář Panny Marie připomíná tvář Boženy Němcové, jejíž nejznámější portrét pochází právě od Josefa Vojtěcha Hellicha.
- Obraz 14 svatých pomocníků

Obraz 14 svatých pomocníků je na levém oltáři a je namalován na prkně dvakrát rozlomeném. Obraz byl nalezen téměř nedotčený na spáleništi po požáru. Na obraze je tento nápis: „Léta 1712 tento obraz od ohně prudkého na tři díly se rozpadl, však jak se nyní spatřuje, skrze orodování 14 pomocníků ve své podstatě jest zůstal.“
- Zrod Jana Valeriána Jirsíka

Ačkoli byl v kácovské matrice uveden a v kostele pokřtěn Johannes Victorinus Gyřík (Jiřík), pozdější zdejší duchovní správce vystavil křestní list na jméno Jan Valerián Jirsík a toto jméno již budoucímu českobudějovickému biskupovi již zůstalo.